# Kaspar Capparoni
Kaspar Capparoni, all'anagrafe Gaspare Capparoni (Roma, 1º agosto 1964), è un attore italiano.

## Biografia
Nato a Roma il 1º agosto 1964, frequenta la Scuola Germanica Roma. Dopo aver esordito, all'età di 18 anni, in teatro grazie a Giuseppe Patroni Griffi, con il quale lavorerà per vent'anni, nel 1984 è nel cast del film Phenomena, diretto da Dario Argento, a cui fanno seguito: Colpi di luce (1985), regia di Enzo G. Castellari, Il commissario Lo Gatto di Dino Risi, Gialloparma (1999), regia di Alberto Bevilacqua, Il ritorno del Monnezza (2005), diretto da Carlo Vanzina, Two families di Romano Scavolini, Il sole nero del 2007.
Lavora anche in varie fiction televisive, tra cui la soap opera Ricominciare (2000), la miniserie Piccolo mondo antico, la soap Incantesimo 4 (2001) e la serie Elisa di Rivombrosa (2003), oltre che la miniserie La caccia (2005), diretta da Massimo Spano, in cui è l'antagonista di Alessio Boni, e la serie Capri (2006), quest'ultima serie di notevole successo.
Nel 2007 è protagonista, a fianco di Lucrezia Lante della Rovere, del telefilm Donna detective, regia di Cinzia TH Torrini. L'anno seguente entra a far parte del cast della serie televisiva Rex, regia di Marco Serafini nei panni del commissario Lorenzo Fabbri presente dall'undicesima alla quattordicesima stagione; questo personaggio gli dà una notevole popolarità.
Nel 2009 torna sul piccolo schermo con la seconda stagione italiana di Rex e con il film TV di Canale 5 Al di là del lago, regia di Stefano Reali. Nel 2010 è protagonista ancora con Lucrezia Lante Della Rovere nella seconda stagione della serie Donna Detective, regia Fabrizio Costa. Sempre nel 2010 torna in Al di là del lago 2. Altra fiction di successo alla quale partecipa è Le tre rose di Eva (2012) nei panni di Don Riccardo Monforte presente nelle prime tre puntate della prima stagione.
Nel 2011 partecipa alla settima edizione di Ballando con le stelle, condotto da Milly Carlucci, in coppia con Yulia Musikhina, uscendone vincitore con il 51% dei voti.
Nel 2012 torna nella pista di Ballando con le stelle, partecipando allo spin-off del programma, ovvero Ballando con te, sempre in coppia con Yulia Musikhina, i quali si aggiudicano anche la "Coppa dei campioni", con il 43% dei voti. Nel 2013 partecipa come concorrente a Tale e quale show condotto da Carlo Conti.
Nel 2015 è ospite nell'album di inediti di Fiordaliso nel brano Eclisse totale. Nel 2019 è un concorrente del reality show L'isola dei famosi, condotto da Alessia Marcuzzi, venendo eliminato in semifinale con il 14% dei voti in positivo.
Dal 31 gennaio 2020 è protagonista nella esilarante commedia teatrale "Quegli strani vicini di casa", regia di Luigi Russo, in tournée in tutta Italia.
Il 6 agosto 2023 partecipa al Certame della balestra a Popoli Terme (PE), impersonando il duca Cantelmo.

## Vita privata
Dal primo matrimonio con la modella Ashraf Ganouchi ha avuto due figli, Sheherazade (1993) e Joseph (2000). Nel febbraio 2003 Capparoni fu arrestato con l'accusa di maltrattamenti e sequestro di persona nei confronti della moglie: successivamente fu assolto. Assolto anche dall'accusa di violazione degli obblighi dell'assistenza familiare, è stato invece condannato al pagamento di 300 euro di multa per insulti nei confronti della ex moglie.
Abita con la seconda moglie, l'ex schedina dell'edizione 2001/2002 di Quelli che il calcio Veronica Maccarone, sposata nel 2010, dalla quale ha avuto altri due figli: Alessandro (2008) e Daniel (2013).

## Filmografia

### Cinema

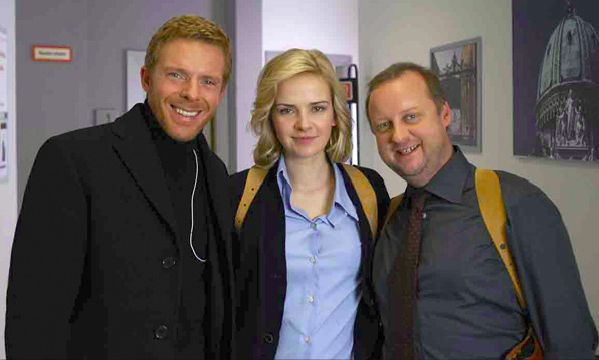
Kaspar Capparoni (a sinistra) con Denise Zich e Martin Weinek nel 2008

- Phenomena, regia di Dario Argento (1985)
- Colpi di luce, regia di Enzo G. Castellari (1985)
- Il commissario Lo Gatto, regia di Dino Risi (1986)
- Bellifreschi, regia di Enrico Oldoini (1987)
- Gialloparma, regia di Alberto Bevilacqua (1999)
- Encantado, regia di Corrado Colombo (2002)
- Il ritorno del Monnezza, regia di Carlo Vanzina (2005)
- Two Families, (2007)
- Il sole nero, regia di Krzysztof Zanussi (2007)

### Televisione
- Addio e ritorno – film TV (1995)
- Tequila & Bonetti – serie TV (2000)
- La casa delle beffe, regia di Pier Francesco Pingitore – miniserie TV (2000)
- Ricominciare – soap opera (2000-2001)
- Piccolo mondo antico, regia di Cinzia TH Torrini – miniserie TV (2001)
- Incantesimo 4 – serie TV (2001)
- Elisa di Rivombrosa – serie TV (2003)
- La caccia, regia di Massimo Spano – miniserie TV (2005)
- Provaci ancora prof! - episodio: La mia compagna di banco, registi vari – miniserie TV (2005)
- Capri 1 e 2 – serie TV (2006-2008)
- Donna detective – serie TV (2007)
- Rex – serie TV (2008-2013)
- Al di là del lago, regia di Stefano Reali – film TV (2009)
- Al di là del lago, regia di Raffaele Mertes e Daniele Falleri – miniserie TV (2010-2011)
- Donna detective 2 – serie TV (2010)
- Il cavaliere di cristallo (2012)
- Le tre rose di Eva – serie TV (2012)
- Solo per amore – serie TV (2015)
- Solo per amore - Destini incrociati – serie TV (2017)
- Rosamunde Pilcher - L'eredità di nostro padre (Rosamunde Pilcher: Das Vermächtnis unseres Vaters), regia di Marco Serafini – film TV (2018)
- Costanza – serie TV (2025)

### Cortometraggi
- Tra le nuvole con Woody Allen, regia di Martina Manca (2015)

### Prosa televisiva
- Nata ieri, di Garson Kanin, con Valeria Marini e Duilio Del Prete, regia di Giuseppe Patroni Griffi, 15 novembre 1997 e 6 marzo 1999,  Raidue.

## Programmi TV
- Ballando con le stelle 7 (Rai 1, 2011) - Concorrente, vincitore
- Ballando con te (Rai 1, 2012) - Concorrente, vincitore
- Tale e quale show 3 (Rai 1, 2013) - Concorrente
- L'isola dei famosi 14 (Canale 5, 2019) - Concorrente